# Münsingen
Münsingen é uma comuna da Suíça, no Distrito administrativo de Berna-Mittelland, no cantão de Berna. Em 1 de janeiro de 2013, o antigo município de Trimstein fundiu-se com Münsingen, e em 1 de janeiro de 2017 o antigo município de Tägertschi também se fundiu.